# Poelbergmolen
De Poelbergmolen is een windmolen in de West-Vlaamse stad Tielt, gelegen aan de Woestijnbosstraat, op de Poelberg.
Deze open standerdmolen fungeert als korenmolen.

## Geschiedenis
Al in 1668 was sprake van eenen coorenwindmolen op de Poelbergh. Het oudste jaartal (1631) is op het klauwijzer te vinden, maar dit kan van een andere molen afkomstig zijn. De molen overleefde beide wereldoorlogen, en tot 1964 werd nog geheel op windkracht gemalen. De molen was tot 1980 in bezit van de familie Mulle de Terschueren. Deze verkocht de, gedeeltelijk vervallen, molen aan de gemeente Tielt. In 1992-1993 werd de molen gerestaureerd en was maalvaardig. Hij wordt door vrijwillige molenaars bedreven.
De molenberg en omgeving werd in 1993 geklasseerd als beschermd dorpsgezicht.

## Molen
Het is een open standerdmolen op teerlingen. Hij heeft een aantal bijzondere houtinscripties, waaronder: Bescherm godt voor alle lien dan wort ghy gerren geseyen, en als ghy hyer verliest het leven godt sal u den hemel gheven en Maria met verlanghen sal u in har ryck ontfanghen, getekend 9 juli 1726.
- Inventaris van het Bouwkundig Erfgoed (Vlaanderen): 86959